# Psychotria bangladeshica
Psychotria bangladeshica là một loài thực vật có hoa trong họ Thiến thảo. Loài này được M.G.Gangop. & Chakrab. miêu tả khoa học đầu tiên năm 1989.